# Kaple svatého Josefa (Podlesí)
Kaple svatého Josefa se hřbitovem se nachází na katastrálním území Podlesí pod Pradědem v obci Světlá Hora v okrese Bruntál. Dřevěná kaple byla 6. února 2004 Ministerstvem kultury České republiky prohlášena za kulturní památku Česka. Součástí kulturní památky je kaple svatého Josefa a hřbitov s kamennou ohradní zdí.

## Historie
Po založení Podlesí (Wiedergrun) v roce 1634 řádem německých rytířů patřila farnosti Stará Rudná (Rudná pod Pradědem).
Otevřená dřevěná kaple postavená v roce 1748 sloužila jako zvonice. V tomtéž roce byl zavěšen do věže zvon, který nechal ulít ve Vratislavi purkrabí z Bruntálu. Zvon byl zasvěcen svatému Janovi, Karlu Boromejskému a Kristiánovi. V roce 1776 byla kaple přestavbou zvětšena, vyzdobena, vybavena varhanami, liturgickým vybavením a byly zahájeny pravidelné bohoslužby.
Pro správu kaple byl v roce 1820 zřízen kostelní spolek a začalo působit růžencové bratrstvo. V roce 1842 byla věžička zvýšena a pokryta šindelem. Kaple byla podezděna a vydlážděna dlaždicemi.
V roce 1847 bylo pořízeno čtrnáct lavic na kruchtu. V roce 1848 byl ulit druhý zvon zvonařem Františkem Leopoldem Stankem z Olomouce. V roce 1862 byl zvonařem Wolfgangem Straubem z Olomouce přelit starý zvon, který praskl v roce 1856. Engelbert Klos z Andělské Hory v roce 1858 zhotovil nové varhany. V roce 1860 správu kaple převzala farnost ve Staré Rudné.
V období první světové války zvony podlehly konfiskaci a nový zvon zasvěcený svatému Josefovi byl pořízen až v roce 1930.
Po roce 1945 byla obec vysídlena odsunem německého obyvatelstva. Chátrající kaple se dožila záchrany až v roce 1993, kdy také byla olomouckým arcibiskupem Janem Graubnerem zasvěcena Dobrému Pastýři. Po prohlášení za kulturní památku v roce 2004 se kaple začala opravovat. V období 2004–2005 byla provedena rekonstrukce věžičky, výměna poškozených krovů, osazení zvonu a další nezbytné opravy.
V roce 2006 byla z věžičky sejmuta makovice a odeslána k pozlacení. Nalezené dokumenty jsou uloženy v archívu a nahrazeny kopií a novým textem. Makovice byla instalována zpět a byl také instalován nový hromosvod.

## Popis
Kaple je podélná dřevěná orientovaná roubená stavba na půdorysu obdélníku s polygonálním uzávěrem. Je zakončena valbovou střechou a sanktusníkem s cibulovou bání nad předsíní. Interiér je rozdělen na loď a velkou předsíň, ze které vedou schody na kruchtu, do věže a na půdní prostory. Loď má plochý strop. Kruchta s kazetovým zábradlím je podepřena dvěma sloupy. Sakristie je na pravé straně kněžiště.

## Hřbitov
Na začátku 19. století u kaple vznikl hřbitov s prvním pohřbem v roce 1808. V roce 1847 byla opravena hřbitovní zeď. Na hřbitově se přestalo pohřbívat po roce 1945 a později byl zrušen. Rozkládá se u kaple a jsou na něm pozůstatky mramorových náhrobků. Areál hřbitova je ohrazen kamennou zídkou asi jeden metr vysokou s branou z červených cihel.